# Pro League 2008-2009
La Jupiler Pro League 2008-2009 è stata la 106ª edizione della massima divisione belga, legata già dal 1993 al nome della Jupiler, famosa birra di Jupille. È iniziata il 16 agosto 2008 e si è conclusa il 24 maggio 2009. Questo torneo è stato l'ultimo a 18 squadre, avendo la Federazione stabilito, con una contestata riforma, la riduzione dei ranghi a 16 unità.
In modo del tutto inusuale, la stagione è terminata con uno spareggio per l'assegnazione dello scudetto tra l'Anderlecht e i campioni in carica dello Standard Liegi, con la vittoria di quest'ultimo, giunto così al 10º successo della sua storia.
La classifica cannonieri è stata vinta dal colombiano del Westerlo, Jaime Alfonso Ruiz, con 17 reti realizzate.

## Squadre partecipanti
- Anderlecht
- Club Bruges
- Cercle Bruges
- Charleroi
- Dender
- R.E. Mouscron
- Genk
- Gent
- Germinal Beerschot

- Kortrijk - Neopromossa (N)
- Lokeren
- Malines
- Mons
- Roeselare
- Standard Liegi - Campione in carica (C)
- Tubize-Braine - Neopromossa (N)
- Westerlo
- Zulte Waregem

## Classifica finale
|  |     | Classifica 2008-09 | Pt | G  | V  | N  | P  | GF | GS | DR  |
|  | --- | ------------------ | -- | -- | -- | -- | -- | -- | -- | --- |
|  | 1.  | Standard Liegi     | 77 | 34 | 24 | 5  | 5  | 66 | 26 | +40 |
|  | 2.  | Anderlecht         | 77 | 34 | 24 | 5  | 5  | 75 | 30 | +45 |
|  | 3.  | Club Bruges        | 59 | 34 | 18 | 5  | 11 | 59 | 50 | +9  |
|  | 4.  | Gent               | 59 | 34 | 17 | 8  | 9  | 67 | 42 | +25 |
|  | 5.  | Zulte Waregem      | 55 | 34 | 16 | 7  | 11 | 55 | 36 | +19 |
|  | 6.  | Westerlo           | 52 | 34 | 15 | 7  | 12 | 42 | 38 | +4  |
|  | 7.  | Lokeren            | 51 | 34 | 13 | 12 | 9  | 40 | 32 | +8  |
|  | 8.  | Genk               | 50 | 34 | 15 | 5  | 14 | 48 | 51 | -3  |
|  | 9.  | Cercle Bruges      | 47 | 34 | 14 | 5  | 15 | 48 | 53 | -5  |
|  | 10. | Malines            | 46 | 34 | 12 | 10 | 12 | 46 | 52 | -6  |
|  | 11. | R.E. Mouscron      | 44 | 34 | 12 | 8  | 14 | 42 | 48 | -6  |
|  | 12. | Charleroi          | 43 | 34 | 12 | 7  | 15 | 43 | 48 | -5  |
|  | 13. | Germinal Beerschot | 42 | 34 | 11 | 9  | 14 | 44 | 42 | +2  |
|  | 14. | Kortrijk (N)       | 38 | 34 | 9  | 11 | 14 | 37 | 55 | -18 |
|  | 15. | Dender             | 35 | 34 | 9  | 8  | 17 | 44 | 58 | -14 |
|  | 16. | Roeselare          | 30 | 34 | 8  | 6  | 20 | 33 | 59 | -26 |
|  | 17. | Tubize-Braine (N)  | 27 | 34 | 7  | 6  | 21 | 35 | 77 | -42 |
|  | 18. | Mons               | 19 | 34 | 3  | 10 | 21 | 31 | 57 | -26 |

## Spareggio per lo scudetto
Per la prima volta dalla stagione 1985-86, il titolo di campione del Belgio non è stato assegnato dopo 34 giornate di campionato: per situazioni di parità in classifica, l'unico criterio previsto è infatti il maggior numero di vittorie. Se le squadre interessate hanno però vinto lo stesso numero di gare, si procede alla disputa di uno spareggio (chiamato anche «test match»). Originariamente, la Federazione aveva progettato una gara unica in campo neutro (designando lo Stade de France di Parigi) ma optò poi per il formato andata/ritorno (rendendo valida la regola dei gol fuori casa): il doppio confronto si disputò quindi giovedì 21 e domenica 24 maggio 2009.
Oltre al titolo, l'esito dello spareggio avrebbe assegnato l'accesso alla successiva edizione della Champions League: la squadra campione sarebbe partita dalla fase a gironi, mentre la seconda classificata avrebbe giocato il terzo turno preliminare. Ciò fu dovuto alla riforma dei criteri per l'accesso al torneo, voluta dal presidente dell'UEFA Michel Platini, e al fatto che il Barcellona (campione in carica) era già qualificato per la fase a gironi in quanto campione di Spagna.
| Arbitro: | Johan Verbist |

|            |           |             |
| Legear 52’ | Marcatori | 60’ Mbokani |

| Arbitro: | Paul Allaerts |

|            |           |  |
| Witsel 40’ | Marcatori |  |

## Play-out
Per ottenere la riduzione delle squadre partecipanti alla D1 da 18 a 16, la Federazione ha elaborato un complesso sistema di qualificazione. Infatti, di fronte ad una sola promozione e due retrocessioni dirette in D2, l'ultimo posto disponibile verrà assegnato alla vincitrice di un girone all'italiana formato dalle squadre 15° e 16° classificate (Roeselare e Dender) e da 2 compagini provenienti dalla D2 (Lierse e Anversa), a loro volta selezionate mediante apposito play-off. Tale girone, conclusosi l'11 giugno, ha visto la vittoria del Roeselare, che così ha mantenuto il suo posto in D1.

## Classifica marcatori
Nota: Non si considerano le reti segnate nelle partite di spareggio/playoff/playout
| Calciatore         | Gol | Squadra        |
| ------------------ | --- | -------------- |
| Jaime Alfonso Ruiz | 17  | Westerlo       |
| Dieumerci Mbokani  | 16  | Standard Liegi |
| Tom de Sutter      | 16  | Anderlecht     |
| Joseph Akpala      | 15  | Club Bruges    |
| Ouwa Moussa Maazou | 14  | Lokeren        |
| Wesley Sonck       | 14  | Club Bruges    |
| Adnan Ćustović     | 14  | R.E. Mouscron  |
| Mbaye Leye         | 13  | Zulte Waregem  |
| Jérémy Perbet      | 13  | Tubize-Braine  |
| Björn Vleminckx    | 13  | Malines        |

## Verdetti
- Standard Liegi campione del Belgio 2008-2009
- Standard Liegi e  Anderlecht qualificate alla Champions League 2009-2010 - Standard Liegi direttamente alla fase a gironi, Anderlecht al 3º turno di qualificazione
- Gent e  Club Bruges qualificate all'Europa League 2009-2010
- Mons,  Tubize-Braine e  Dender retrocesse nella Tweede klasse
- Sint-Truiden promosso dalla Tweede klasse